# Tchebourachka
Pour les articles homonymes, voir Tchebourachka (homonymie).
Tchebourachka (en russe : Чебурашка ), est un personnage de la littérature enfantine russe, adaptée en une série de films d'animation de la fin des années 1960 au début des années 1980 par Roman Katchanov.

## Le personnage
Tchebourachka (Чебурашка) est un personnage tiré d'une histoire de l'écrivain Edouard Ouspenski,.
D'après l'histoire, Tchebourachka est un petit animal de la taille approximative d'un enfant de cinq ans, aux grandes oreilles rondes pelucheuses, inconnu de la science ainsi que cela est montré dans le premier épisode de la série (on l'y voit refusé à l'entrée du zoo car relevant d'une espèce inconnue), et vivant dans la forêt tropicale. Il fut trouvé dans une caisse d'oranges, endormi après avoir mangé son contenu.
Tchebourachka n'a pas de nom à proprement parler ; le vendeur d'oranges qui l'a trouvé en premier l'a ainsi baptisé. Lorsqu'il le prit dans la caisse et l'assit sur la table, les pattes du petit animal étaient encore engourdies, après son long séjour dans la caisse, et il tomba (tchiebourakhnoulsya, чебурахнулся en russe, un mot russe du langage courant signifiant « dégringola » en français) de la table sur la chaise, où il ne put s'asseoir pour la même raison, avant de finalement choir sur le sol. Les mots comportant cette racine sont vieillis en russe ; Ouspenski leur donna une seconde vie.

## La série animée

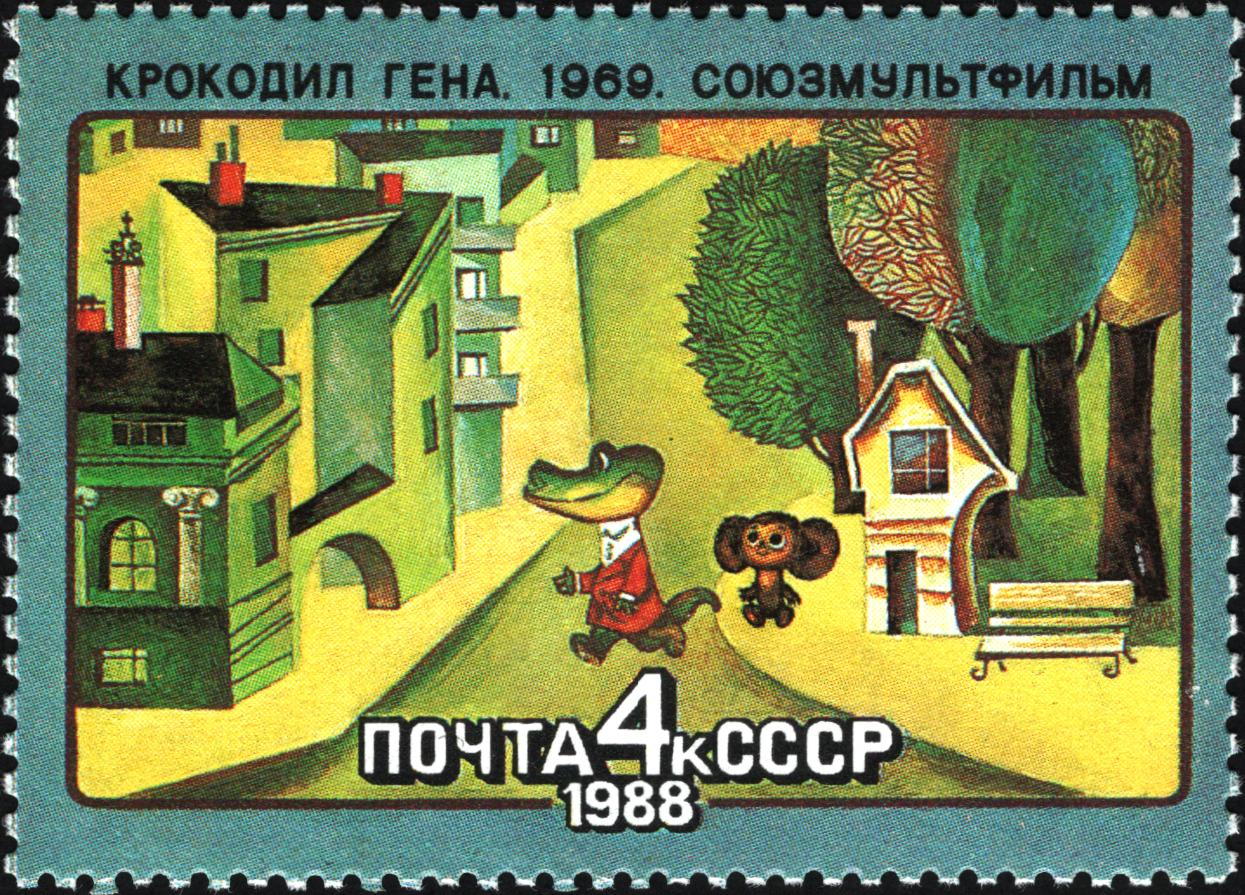
Timbre soviétique de 4 kopecks de 1988. Tchebourachka suit Guéna le crocodile.

Tchebourachka est le héros d'une série de films d'animation de la fin des années 1960 au début des années 1980, produite par Soyuzmultfilm Studio. Ces films ont été créés par l'animateur soviétique Roman Katchanov. Dans cette série, sa voix est celle de Klara Roumianova.
Cette série est composée de quatre épisodes :
1. Guéna le crocodile et ses amis (Крокодил Гена и его друзья), 1969
2. Tchebourachka, 1971
3. Chapeau claque, 1974
4. Tchebourachka va à l'école, 1983

Tchebourachka a quelques amis, le plus notable étant Guéna le crocodile, qui porte un manteau et un chapeau, fume la pipe, marche sur ses pattes de derrière et occupe un emploi de crocodile au zoo. Il joue de l'accordéon, et ses chansons préférées sont Les Anniversaires n'arrivent qu'une fois l'an et Le Wagon bleu. Ces deux chansons font maintenant partie de la culture populaire russe, et la première est souvent jouée dans les anniversaires.
Tchebourachka et Guéna ont parfois affaire à une vieille dame nommée Chapeau-claque (Шапокляк en russe). Chapeau-claque est une vieille dame charmante en apparence, portant un chapeau et une robe sombre. Partant du principe que « Personne ne devient célèbre avec de bonnes actions », qui constitue d'ailleurs le thème de sa chanson, elle passe son temps à jouer des tours aux gens, aidée de son rat apprivoisé Lariska, qu'elle emporte dans son réticule.

## Réutilisation de Tchebourachka

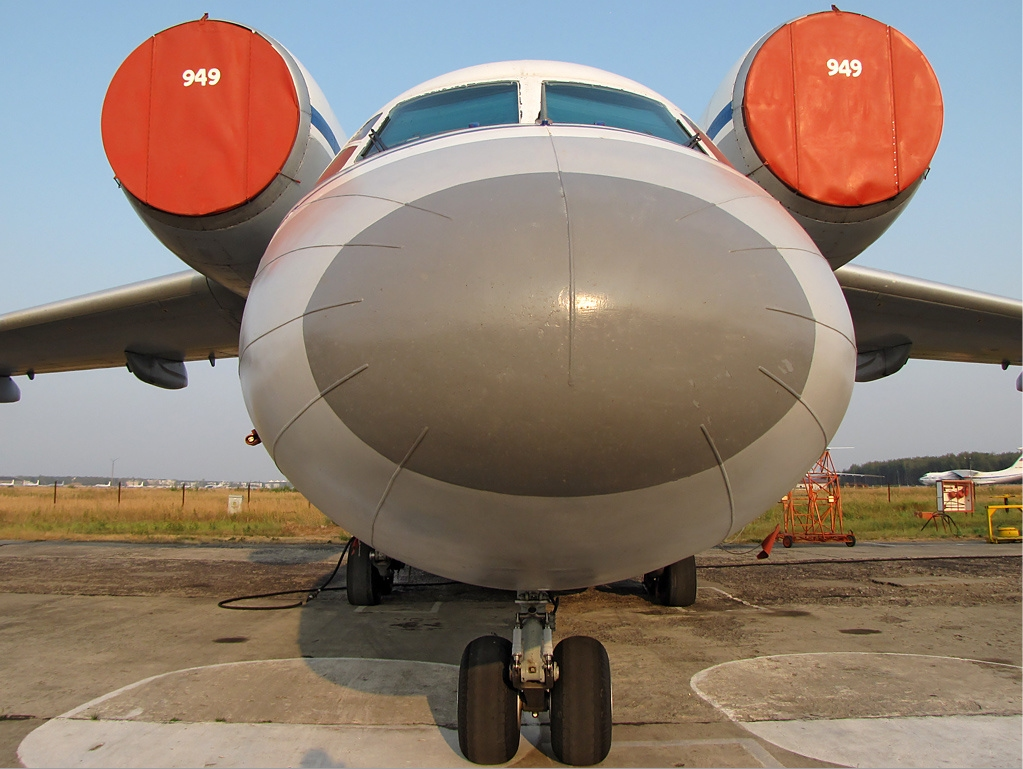
Antonov An-72 de face, évoquant Tchebourachka

Le personnage a été choisi comme mascotte de l'équipe olympique russe aux Jeux olympiques d'été de 2004 en Grèce, et des poupées à son effigie ont circulé dans l'équipe russe aux Jeux olympiques d'hiver de 2006 à Turin. Il s'agit aussi d'un des rares personnages de film d'animation russes à faire l'objet de nombreuses plaisanteries et devinettes.
Le mot Tchebourachka est aussi utilisé dans un sens figuré pour nommer des objets ressemblant peu ou prou au personnage (comme l'Antonov An-72 qui, vu de face, montre deux réacteurs de part et d'autre de la cabine lui donnant l'air d'arborer deux grandes oreilles), ou bien pour des objets mignons tout comme lui (par exemple, il s'agit du surnom donné à une petite bouteille de limonade).
Tchebourachka est maintenant décliné dans une série de dessins animés russes, et plusieurs produits sous licence sont vendus, comme des livres d'histoire pour enfants ou des jouets en peluche.
Le personnage devint aussi connu dans d'autres pays de l'ancienne URSS, ainsi que du Bloc de l'Est. Sa célébrité s'étend aussi au Japon, où il a été le héros d'une série de films d'animation projetés dans quinze cinémas dans le pays, attirant environ 700 000 spectateurs entre l'été 2001 et le printemps 2002.

### Drutten och krokodilen,Suède
Dans les années 1970, des émissions télévisées et radiophoniques, des disques et des magazines ont été produits en Suède, reprenant les personnages de Tchebourachka et Guéna. Ces deux personnages sont basés sur des peluches achetées lors d'un voyage en Union soviétique, et ressemblent à Tchebourachka et Guéna. Cependant, les histoires n'ont pas de rapport avec les histoires russes.

### Pièces de collection
Des peluches de Tchebourachka et d'autres objets de collection de son univers, produits en Russie et au Japon, sont recherchés de par le monde. Le patineur artistique américain Johnny Weir est ainsi connu pour être un collectionneur acharné de ce genre d'objets. Shinya de Dir En Grey en fait également la collection.

### La Chanson de Tchebourachka
Plusieurs chansons issues du dessin animé sont passées dans la culture populaire (la chanson de l'anniversaire, le wagon bleu). On peut retrouver des versions de ces chansons dans différentes langues (chinois, hébreu, japonais, suédois, etc.).

## Le film
Ivan Maximov a déclaré en 2004 lors d'une interview, que Pilot Studio avait mis en chantier un film sur Tchebourachka, dont le scénario avait été écrit, mais dont le tournage fut interrompu pour manque de fonds.

## Controverse sur le droit d'auteur
Les droits d'auteur de Tchebourachka et son image ont fait l'objet de nombreux débats. En 1994, Edouard Ouspensky a déposé le nom du personnage ainsi que son image, et entreprit de vendre les droits à de nombreux pays. Leonid Schwarzman, réalisateur de films d'animation, a essayé de prouver qu'il était le créateur de la figure du personnage, et que les droits d'auteur de cette figure devaient être séparés de ceux du personnage de littérature. Le 13 mars 2007, Schwarzman et son avocate n'ont pas obtenu gain de cause et leur demande de 4,7 millions de roubles à BRK Cosmetics et Edouard Ouspensky a été rejetée. Schwarzman affirmait qu'Ouspensky avait vendu l'image de Tchebourachka à la société BRK Cosmetics pour qu'elle l'utilise sur des tubes de dentifrice. La défense prétendit que l'artiste qui avait dessiné le personnage pour les tubes dentifrice n'avait jamais vu le personnage des films d'animation, et, en dépit du fait que son dessin était une copie exacte du personnage des films, qu'il s'était inspiré uniquement des livres d'Ouspensky. L'avocat Vladimir Entine soupçonna que le jury avait été soudoyé pour rendre un tel verdict, mais admit qu'il n'en avait aucune preuve.